# Franz Meyer (Politiker, 1953)
Franz Meyer (* 13. Mai 1953 in Vilshofen) ist ein deutscher Politiker (CSU). Von 1990 bis 2008 war er Mitglied des Bayerischen Landtags,  von 2003 bis 2007 war er Staatssekretär im Bayerischen Staatsministerium der Finanzen und von 2008 bis 2020 Landrat des Landkreises Passau.

## Leben
Nach seinem Abschluss als Staatlich geprüfter Wirtschafter an der Landwirtschaftsschule Passau war Meyer seit 1974 Mitarbeiter der CSU-Geschäftsstelle in Passau, ab 1977 Bundeswahlkreisgeschäftsführer der CSU in Passau und von 1997 bis 2017 Kreisvorsitzender der CSU Passau-Land. Darüber hinaus war er ab 2005 stellvertretender Bezirksvorsitzender der CSU Niederbayern und ist des Weiteren seit 2003 als Schriftführer Mitglied im Präsidium der CSU. Von 2001 bis 2003 war er Beisitzer im Parteivorstand.
Vor seiner landespolitischen Karriere war Meyer auf kommunaler Ebene aktiv: Seit 1978 als Kreisrat im Landkreis Passau, seit 1996 als Stadtrat der Stadt Vilshofen und von 1990 bis 1996 als stellvertretender Landrat des Landkreises Passau.
Meyer war von 1990 bis 2008 Mitglied des Bayerischen Landtags und wirkte dort von 1998 bis 2003 als Vorsitzender der Arbeitsgruppe Verwaltungsreform der CSU-Landtagsfraktion. Von 2003 bis 2007 war er Staatssekretär im Bayerischen Staatsministerium der Finanzen.
Bei den Kommunalwahlen 2008 wurde er für die CSU mit 66,69 % gegen fünf Mitbewerber zum Passauer Landrat gewählt und  bei den Kommunalwahlen 2014 mit 71,23 % gegen vier Mitbewerber im Amt bestätigt. Zu den Kommunalwahlen 2020 trat er altersbedingt nicht mehr an.
Meyer war zudem Präsident des Musikbundes von Ober- und Niederbayern.
Im Oktober 2021 wurde er zum Vorsitzenden der Senioren-Union der CSU gewählt.
Er ist verheiratet und hat drei Kinder, wovon sein Sohn Stefan Meyer bei der Landtagswahl in Bayern 2023 erstmals in den Landtag gewählt wurde.

## Ehrungen und Auszeichnungen
Für seine Verdienste wurde er 2006 mit dem Bayerischen Verdienstorden ausgezeichnet. 2007 erhielt er die Bayerische Verfassungsmedaille in Gold. Papst Benedikt XVI. verlieh ihm im Oktober 2009 den Silvesterorden. 2018 wurden Meyer die Ehrenbürgerwürde der Stadt Vilshofen sowie das Goldene Verdienstzeichen des Landes Oberösterreich verliehen, 2020 erhielt er den Ehrentitel „Altlandrat“.
2022 wurde er mit dem Bundesverdienstkreuz 1. Klasse ausgezeichnet.